# Aanplakzuil

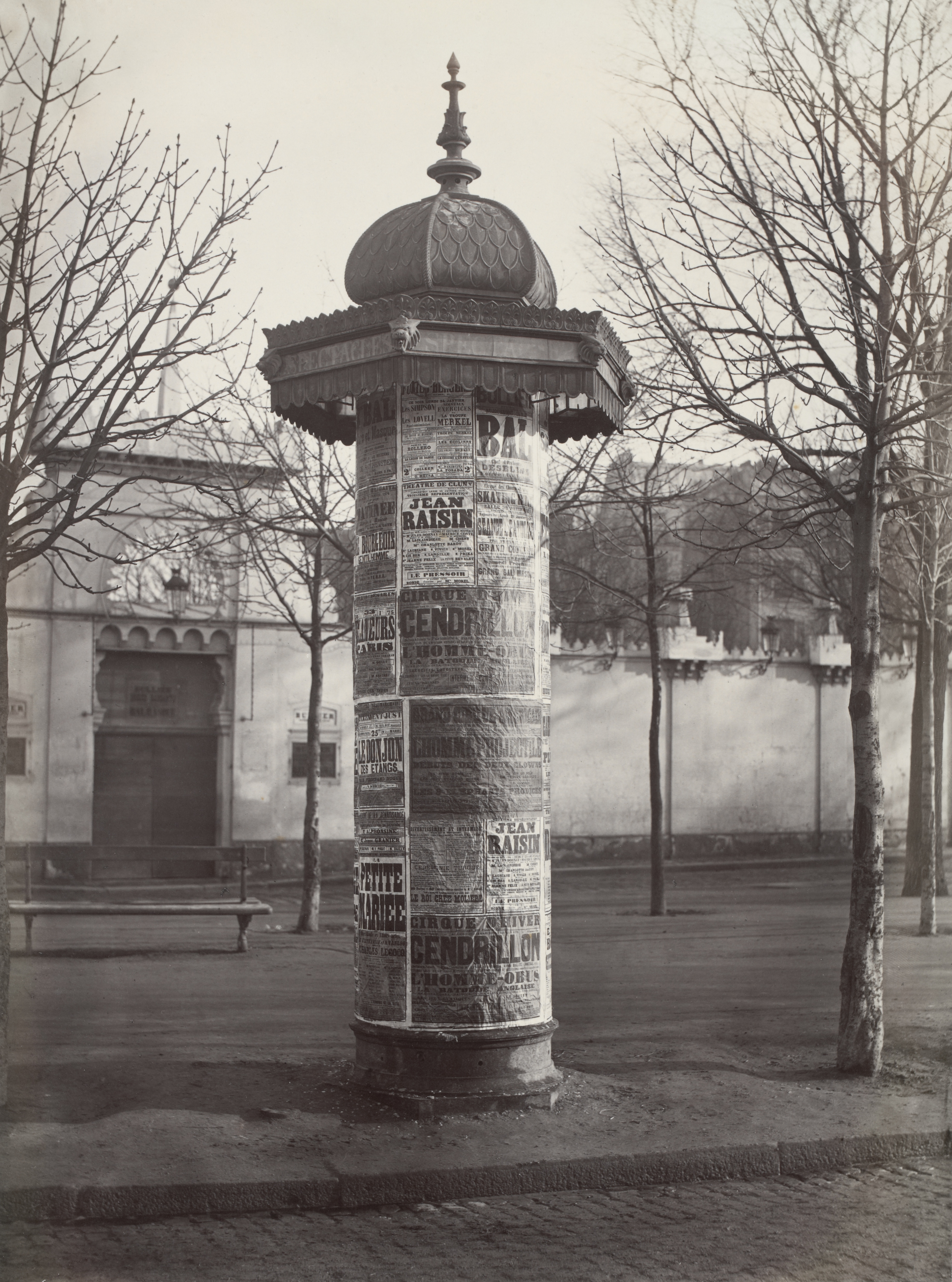
Colonne Morris, ca. 1876

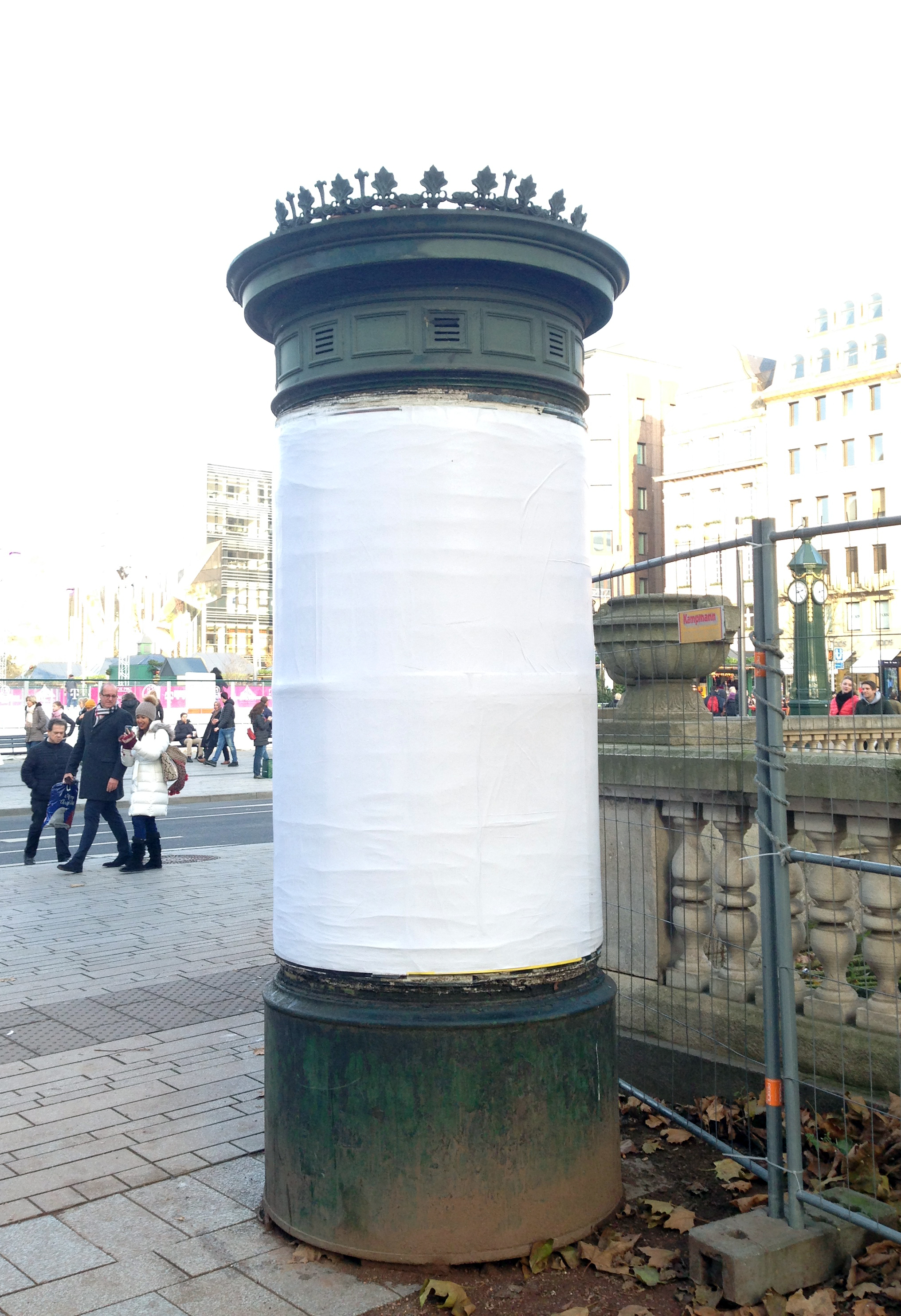
Oorspronkelijk model Litfaßsäule in Düsseldorf

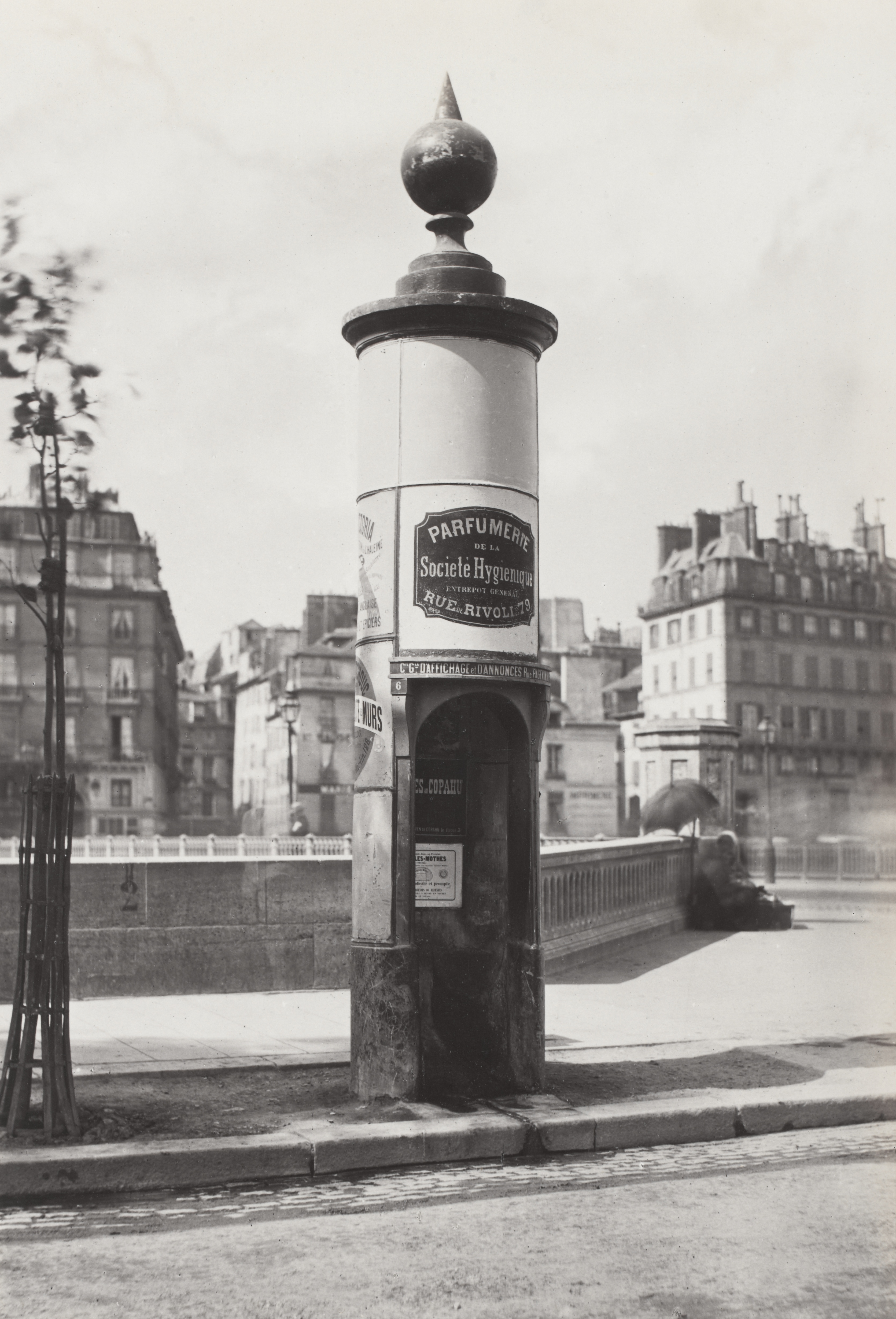
Urinoir in Parijs van Cie Drouart Boulevarts Intérieurs, ca. 1865

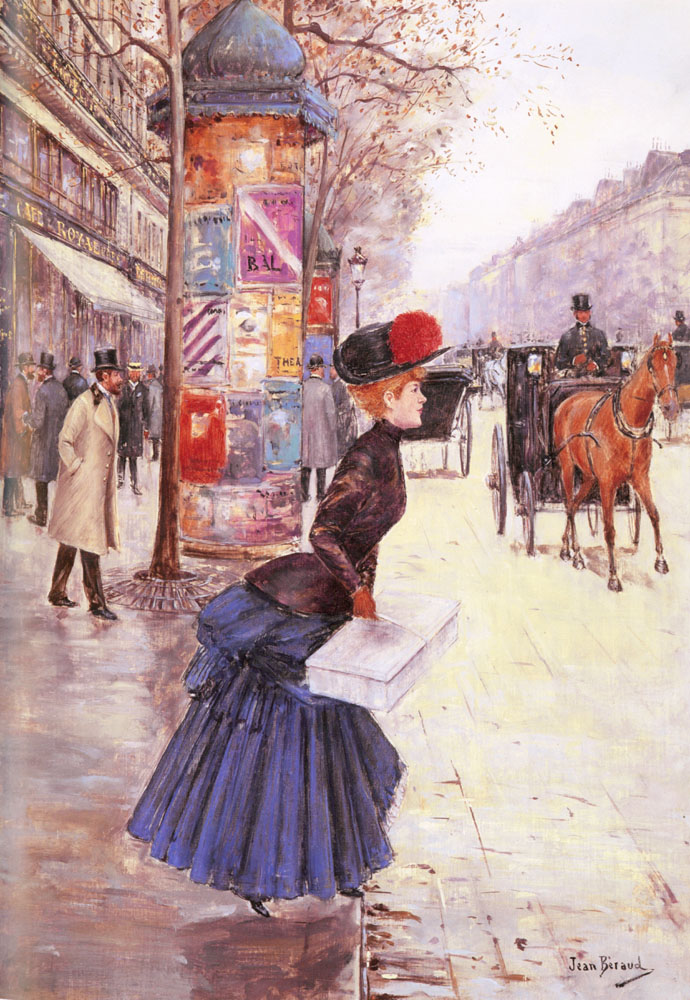
Jonge vrouw steekt de boulevard over, geschilderd door Jean Béraud, met op de achtergrond een Colonne Morris

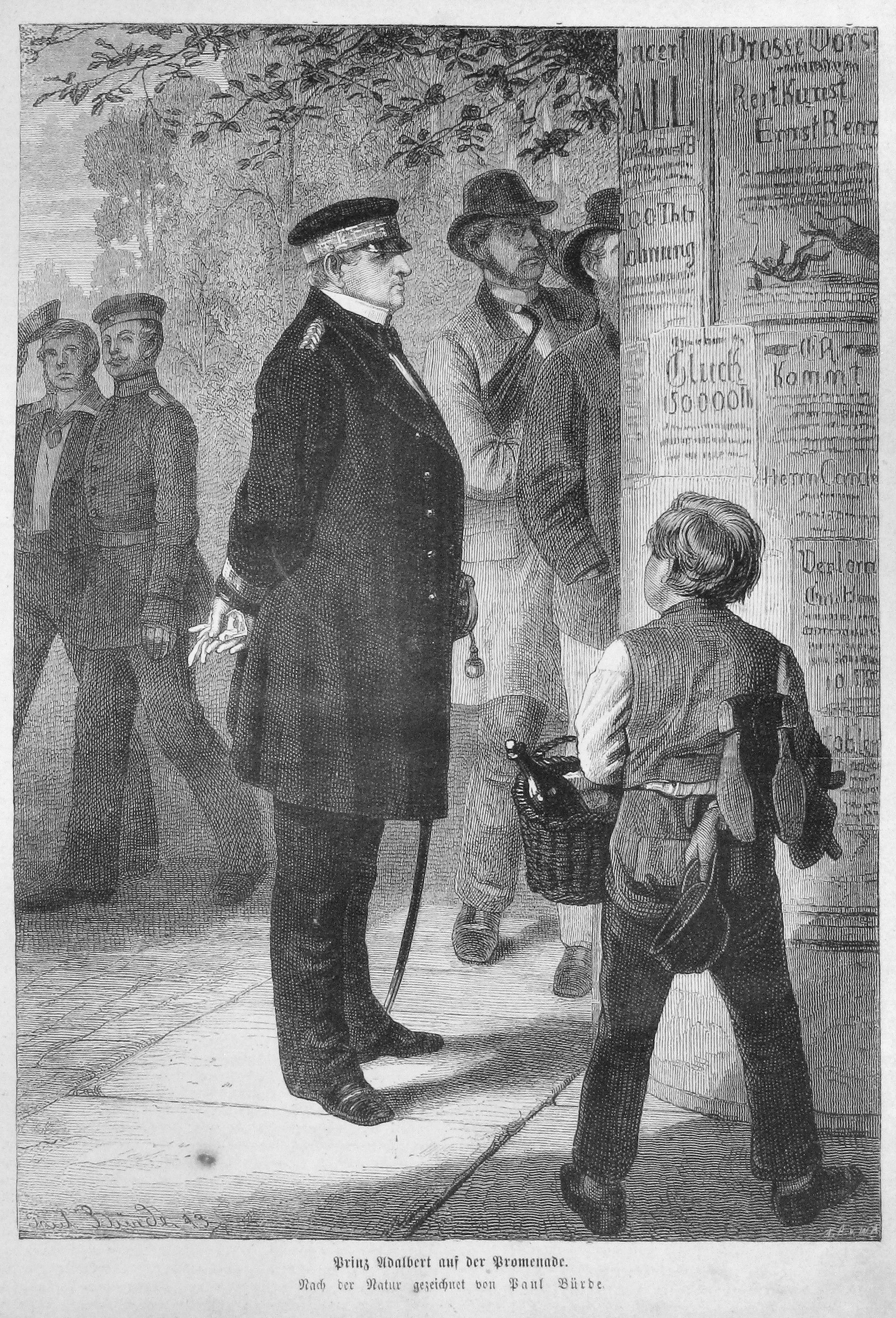
Prent van een aanplakzuil in 1873 in Berlijn

Een aanplakzuil is een vrijstaand zuilvormig bouwwerk in de publieke ruimte waarop affiches geplakt kunnen worden. 
Aanplakzuilen kunnen van plaatstaal of betonnen buizen gemaakt zijn met een voet en dak van zink, gietijzer of beton. Tegenwoordig worden de zuilen vaak uitgevoerd als een lichtzuil met vensters waarachter affiches gehangen worden.
In Nederland staan ze bekend als 'peperbus', naar de gelijkenis met een peperstrooier. In Nederland werden ze veel uitgevoerd als transformatorzuilen bij de aanleg van het elektriciteitsnet.
De zuilen worden soms meervoudig ingezet en bevatten kaartautomaten, fonteintjes, telefoons of toiletten. In Wenen bevinden zich vier exemplaren met een onderaardse wenteltrap die dienen als nooduitgang voor hoogwater van het Donaukanaal. Ze komen als ontsnappingsroute voor in de films The Third Man, Gremlins 2 en Men in Black II.

## Geschiedenis

### Parijs
In Parijs bestond de traditie van gecombineerde urinoirs en aanplakzuilen, de zogenaamde moorse kolommen, die vanaf 1839 officieel waren geplaatst. In 1854 werden ze verbeterd door Jean-Charles Adolphe Alphand van de gemeente Parijs, maar het voldeed qua hygiëne niet. Er werd een prijsvraag uitgeloofd onder commissie van Baciochi voor de exploitatie van zuilen specifiek voor theateraankondigingen.  Het maakte deel uit van de aanleg van de brede boulevards door stedenbouwer Georges-Eugène Haussmann en de stadsarchitect Gabriel Davioud. Er waren twee kandidaten. Een van Gabriel Morris, drukker van theateraffiches en de onderneming Drouart et Cie. In 1860 werden ze in 1868 vervangen voor exemplaren van Morris, de 'Colonnes Morris'. Deze hadden een uivormige koepel en een zeshoekige uitstekende dakrand ter bescherming van regen met aan de hoekpunten leeuwenkoppen. De eerste aangeplakte aankondiging was het theaterstuk Feu la mère de Madame. Ze werden gebouwd door La Société Fermière des Colonnes Morris, in 1986 opgegaan in JCDecaux. In 2006 besloot burgemeester Bertrand Delanoë in 2006 de kolommen te vervangen. Van de 773 exemplaren zouden 223 uit het straatbeeld verdwijnen en een deel werd vervangen door een modern ontwerp.

### Berlijn
De zuilen in Berlijn zijn in 1854 ontwikkeld als maatregel tegen wildplakken door de Berlijnse drukker Ernst Litfaß. Deze was op het idee gekomen na een bezoek aan Parijs in 1843 waar hij beplakte ronde urinoirs had gezien In deze periode kwamen de theaters op die door middel van affiches publiek voor hun voorstellingen aantrokken. Op 1 juli 1855 werd de eerste van 100 aanplakzuilen officieel onthuld. Hij bedong een alleenrecht op het afficheren. In Duitsland worden aanplakzuilen 'Litfaßsäule' genoemd, naar de drukker.

## Erfgoed
Veel oorspronkelijke zuilen zijn uit het straatbeeld verdwenen en vervangen door mupis. Resterende zuilen staan vaak op de monumentenlijst.

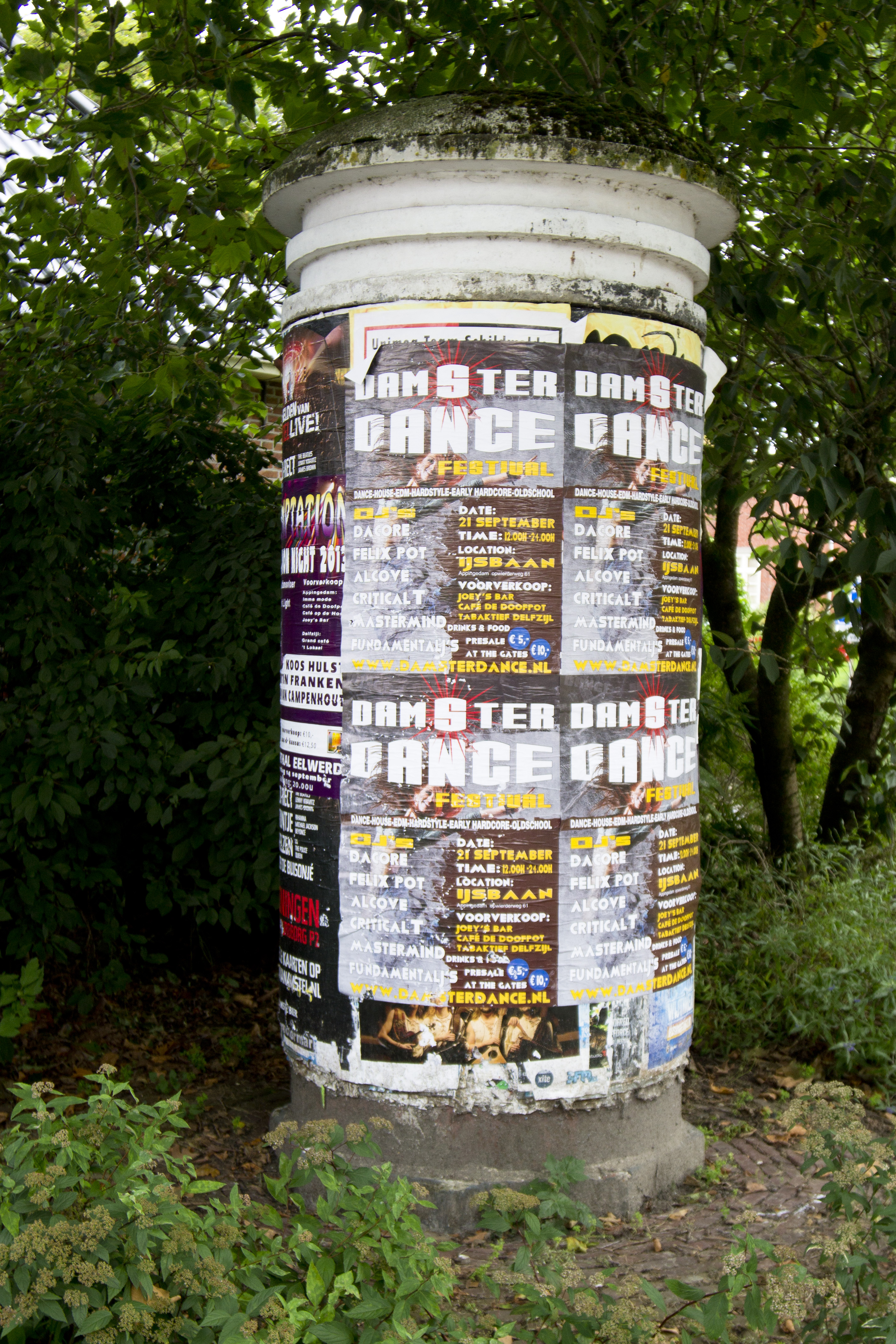
Aanplakzuil in Appingedam, 1930, rijksmonument
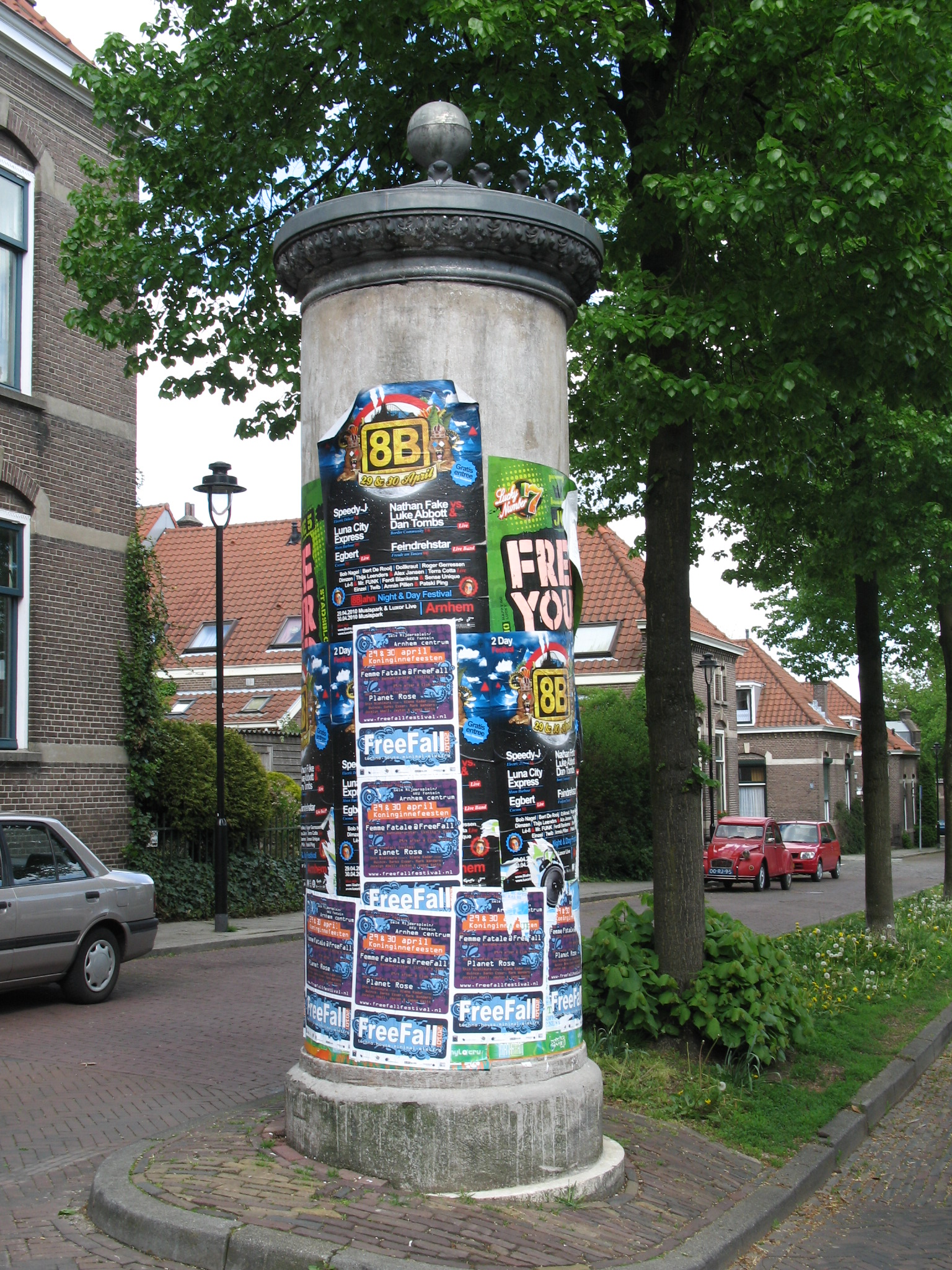
Aanplakzuil in Arnhem, 1900-1925, rijksmonument
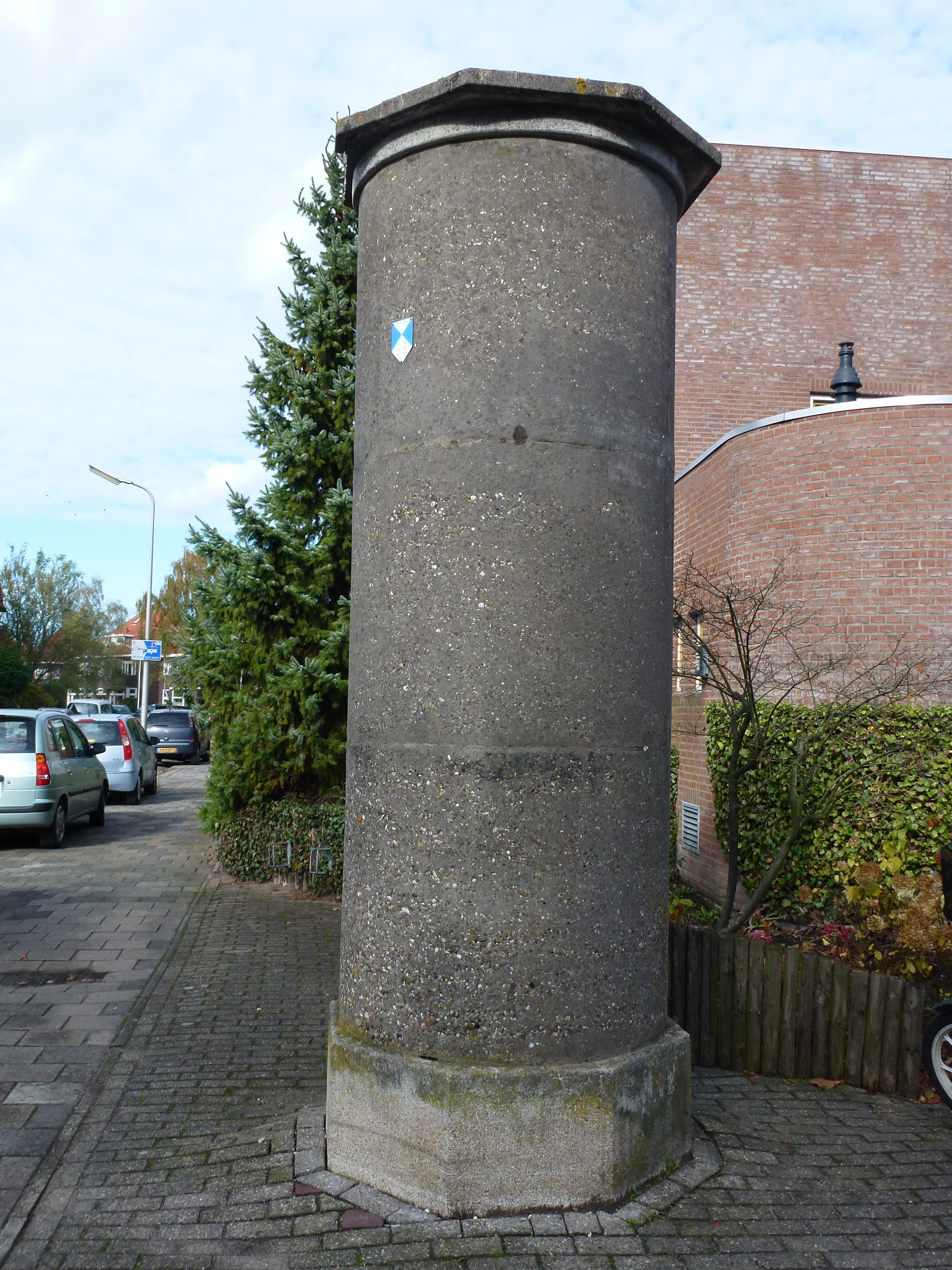
Aanplakzuil in Gouda, gemeentelijk monument
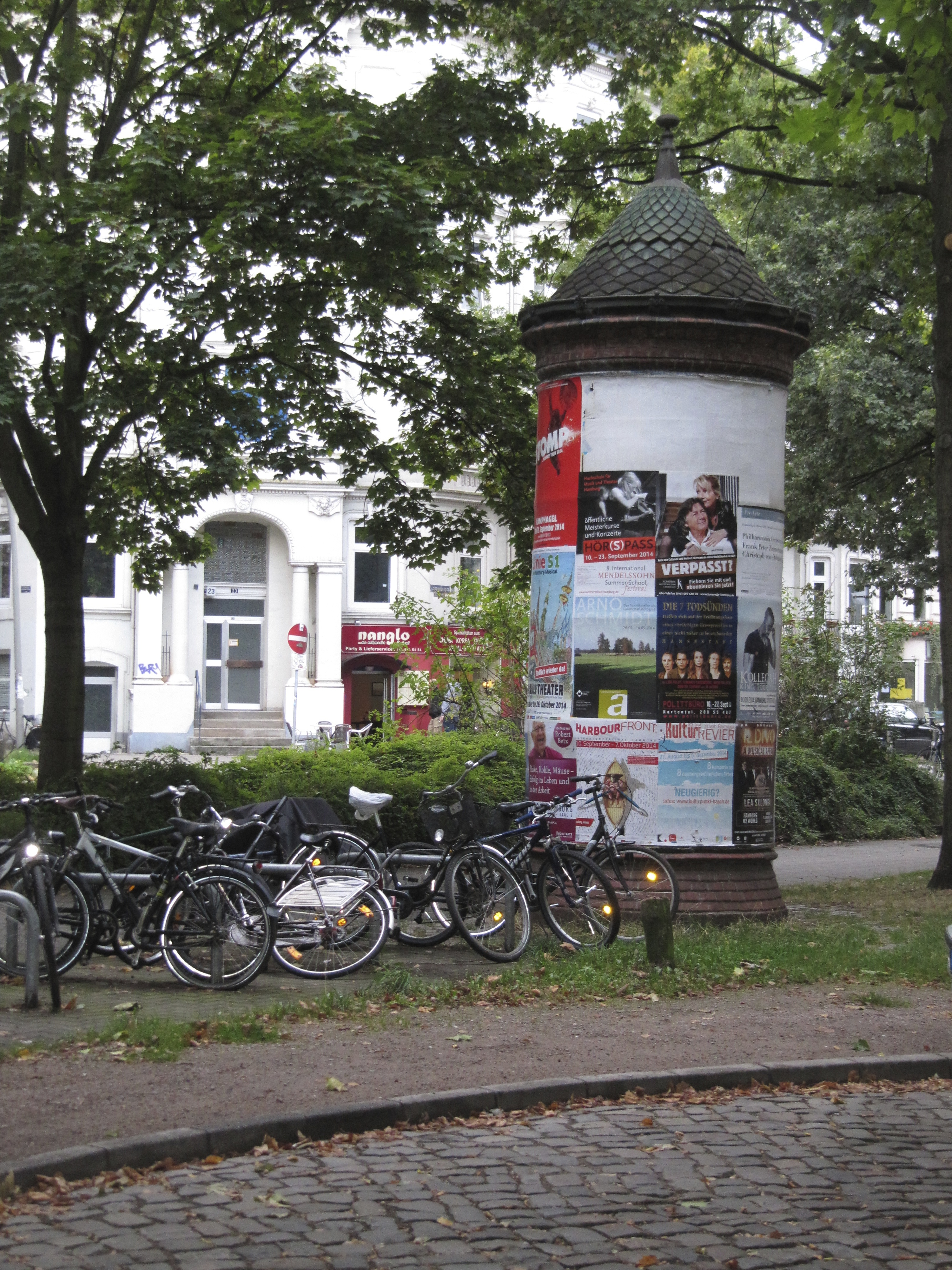
Aanplakzuil in Hamburg, monument
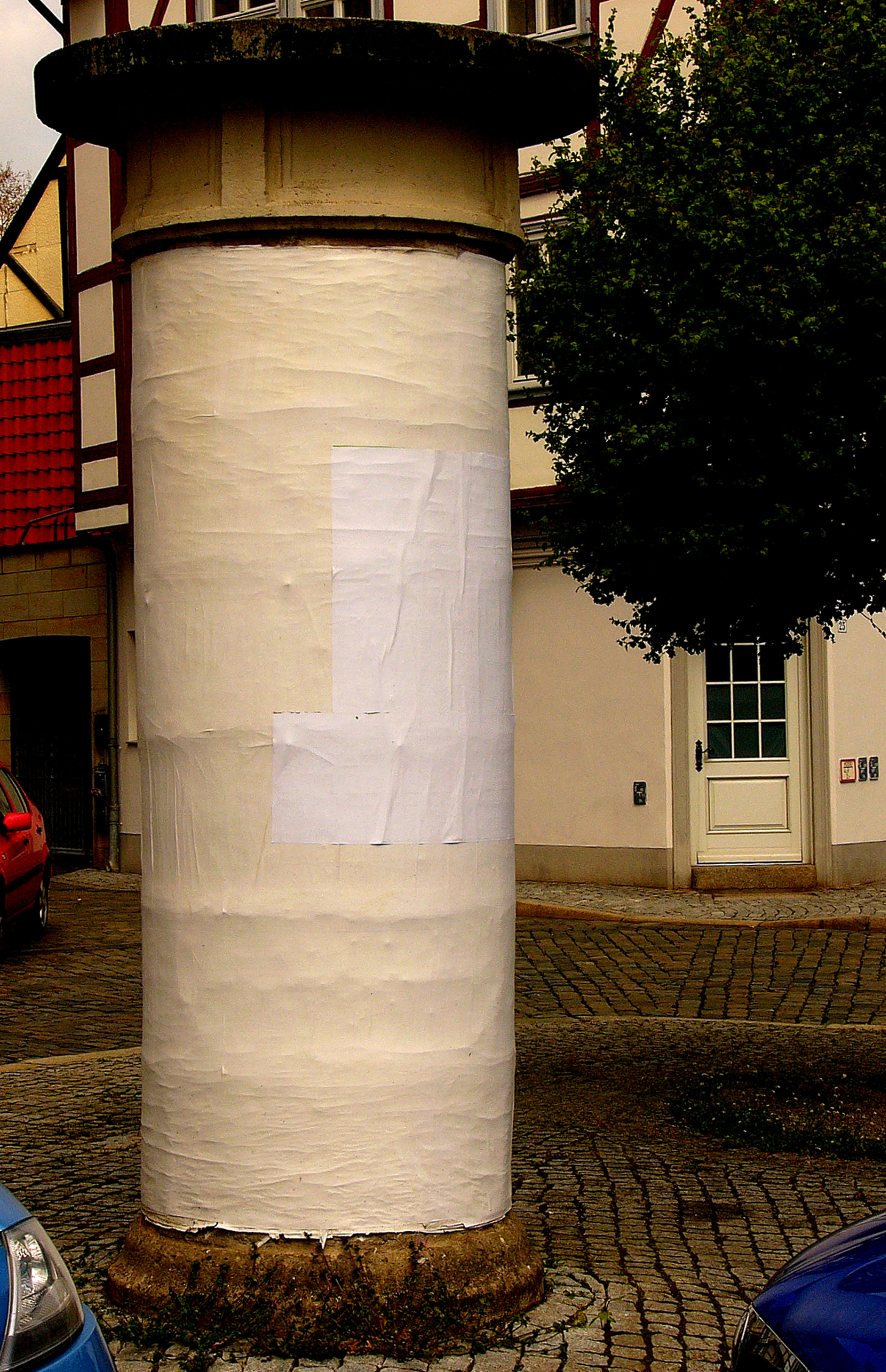
Halberstadt, monument
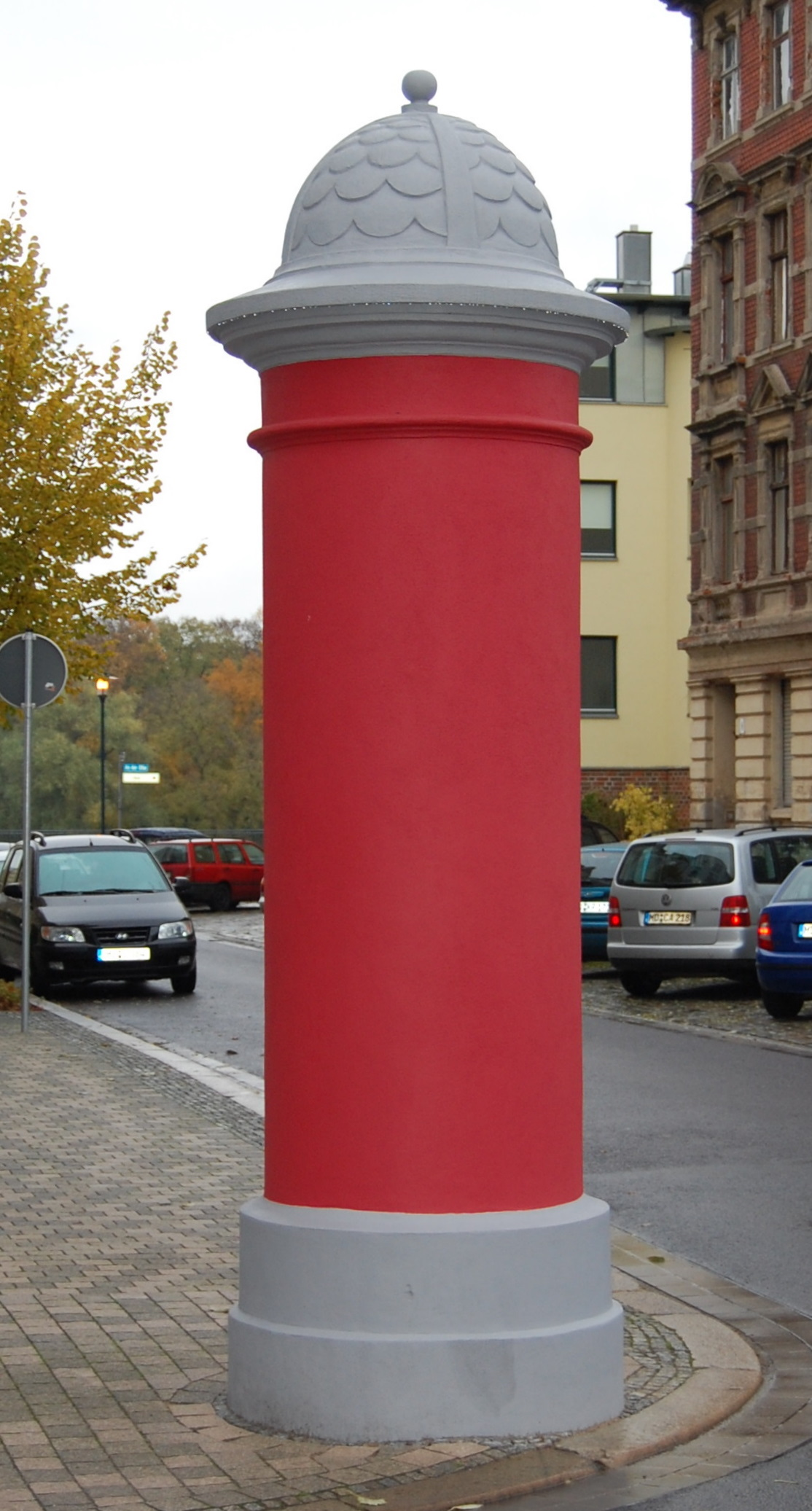
Magdeburg, monument
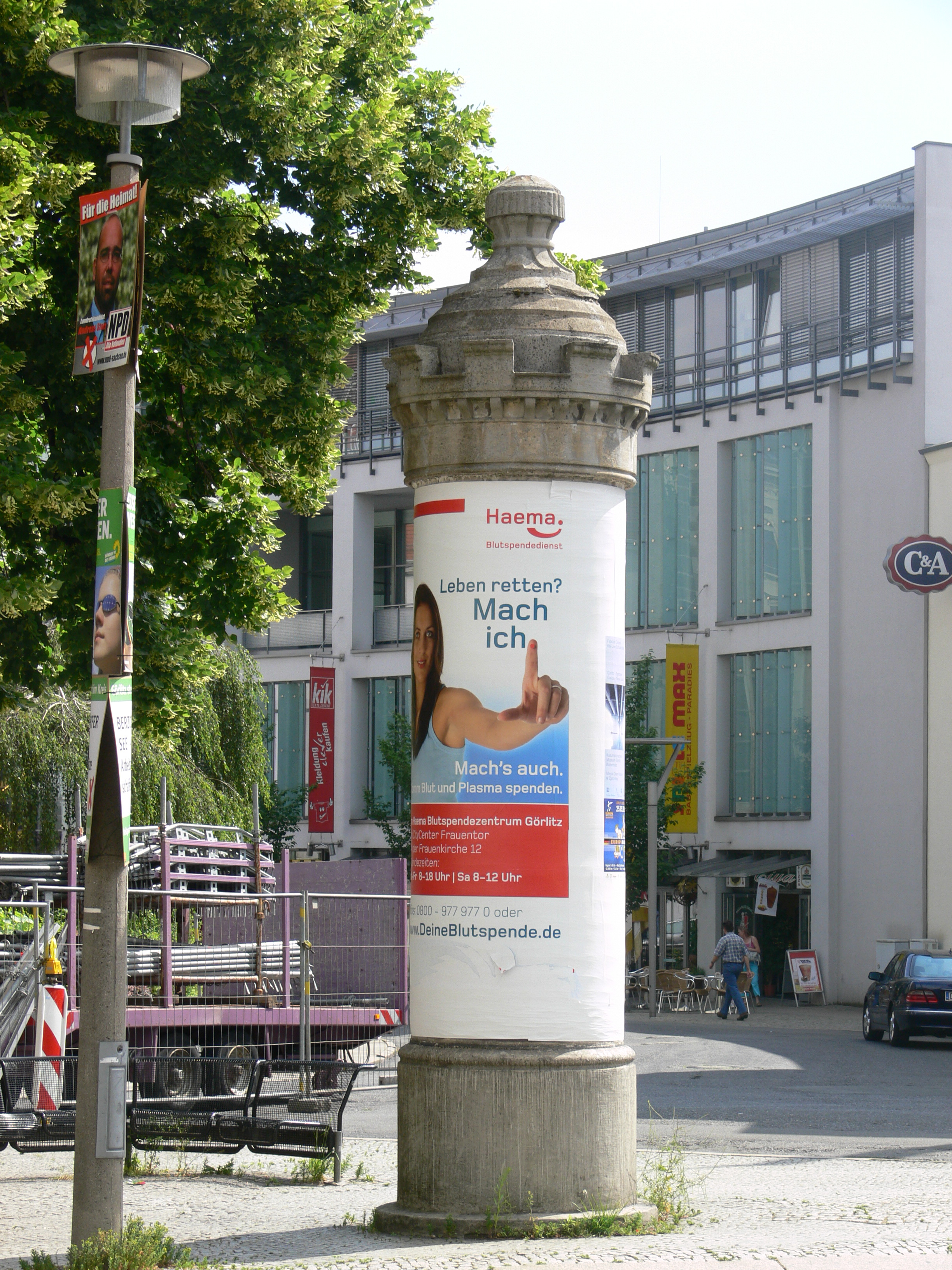
Görlitz, monument
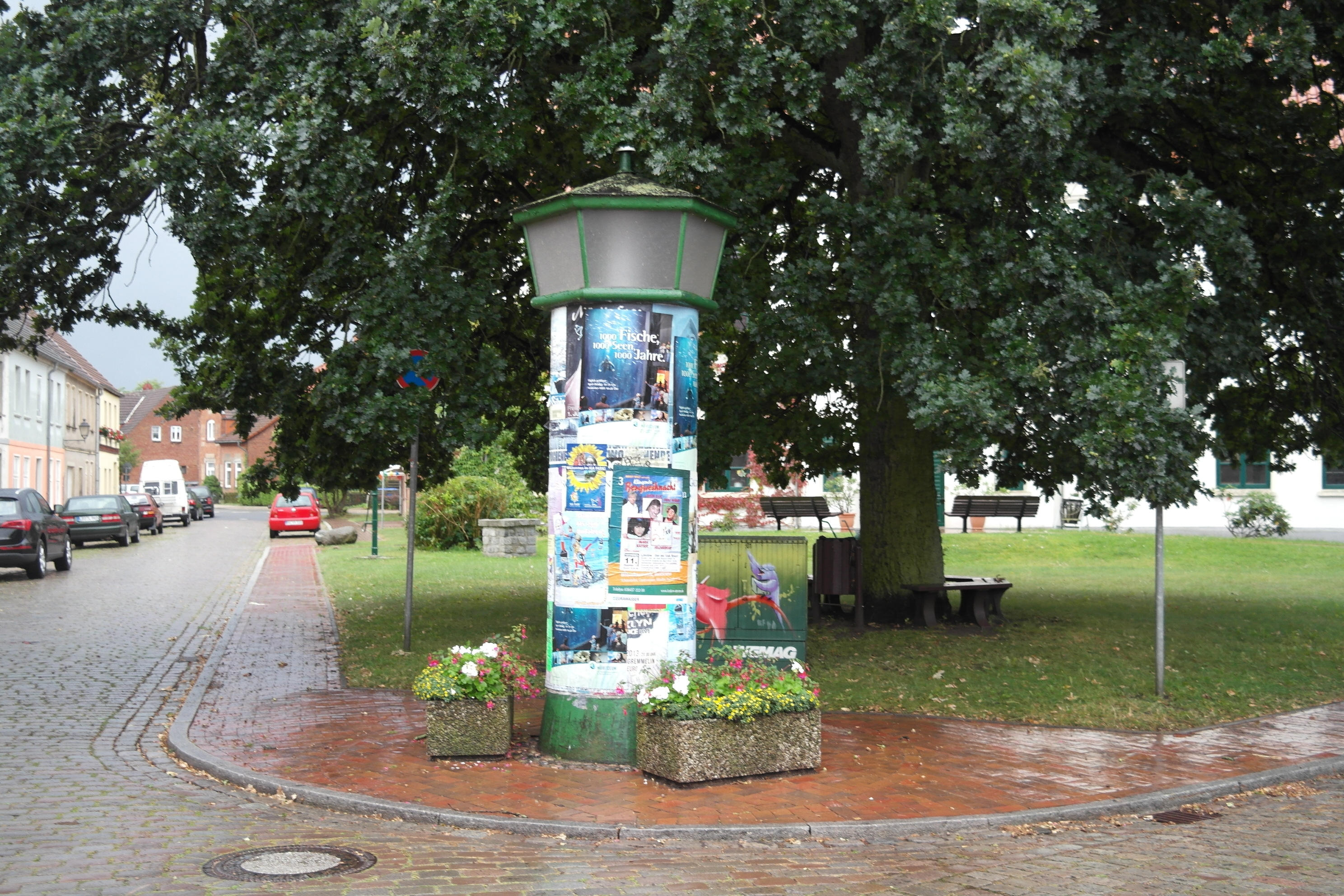
Krakow am See, monument
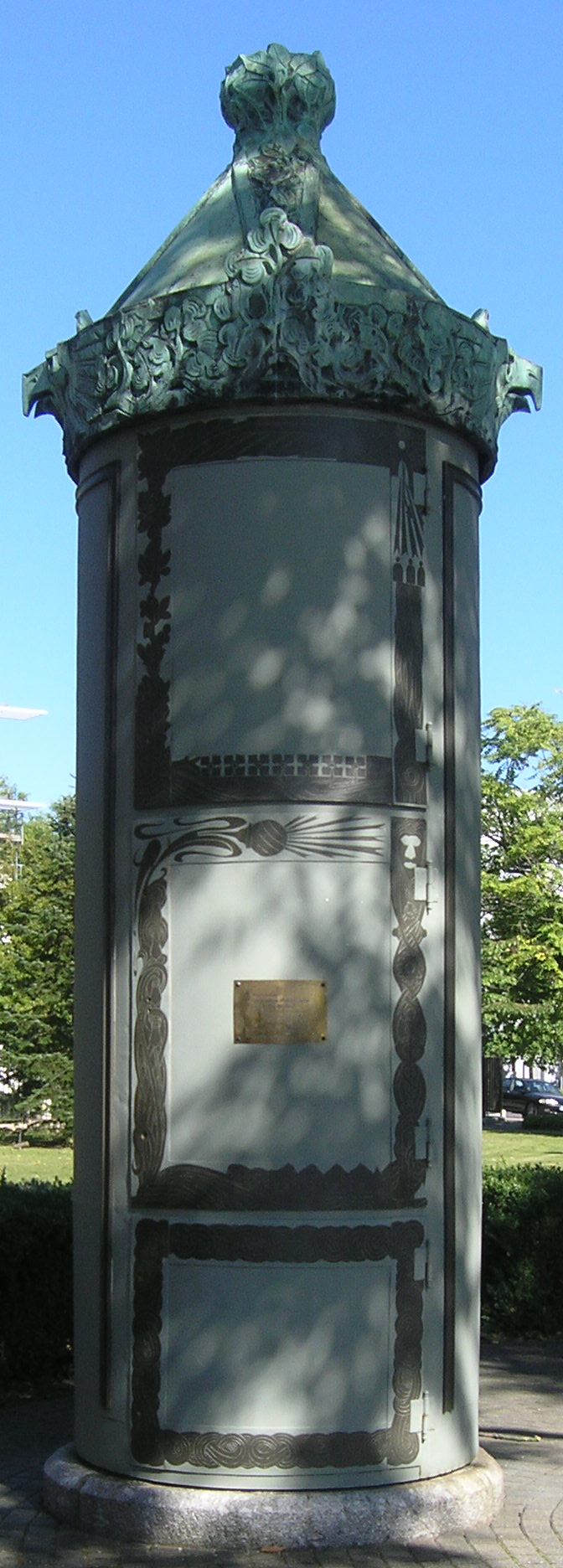
Jugendstilzuil in Karlsruhe, monument